# Thomas Enger
Thomas Enger (Oslo, 1973) è uno scrittore e giornalista norvegese.

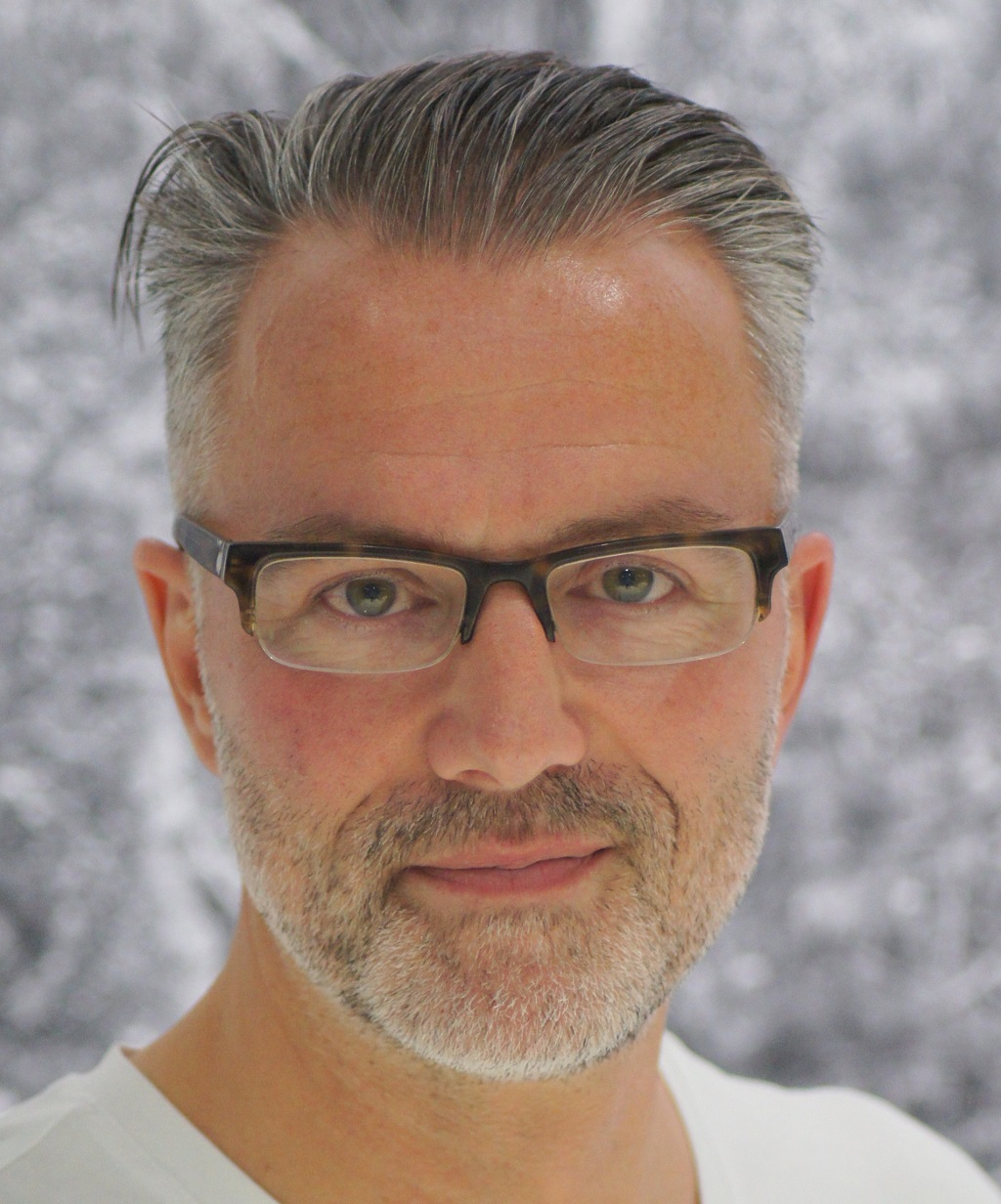
Thomas Enger (2019)

Cresciuto nella cittadina norvegese di Jessheim si è dedicato a svariate attività, come giornalista collabora con le maggiori testate norvegesi mentre come musicista si sta dedicando alla realizzazione di un musical, come scrittore si è dedicato ai gialli creando la figura del giornalista Henning Juul che dovrebbe essere protagonista di una serie di 6 romanzi.
Il primo romanzo Morte apparente è stato premiato come il miglior esordio degli ultimi anni dalla stampa scandinava ed è stato pubblicato in 17 paesi e nel Regno Unito è stato candidato al premio eDunnit nell'edizione CrimeFest 2012.
In Italia sono stati pubblicati due libri, entrambi dalla casa editrice  Iperborea nella collana "Ombre" dedicata appositamente ai gialli.

## Opere
(parziale)
- Morte apparente (Skinndød, 2011)
- Dolore fantasma (Fantomsmerte, 2012)